# MTV Video Music Award a legjobb operatőrnek
Az MTV Video Music Award a legjobb operatőrnek egyike annak a díjnak, melyet az első MTV Video Music Awards-díjátadó óta átadnak. A díjat 2007-ben nem adták át. A kategória legnagyobb győztese Madonna, három győzelemmel.
| Év   | Előadó                                            | Videó                         | Operatőr(ök)                         |
| ---- | ------------------------------------------------- | ----------------------------- | ------------------------------------ |
| 1984 | The Police                                        | Every Breath You Take         | Daniel Pearl                         |
| 1985 | Don Henley                                        | The Boys of Summer            | Pascal Lebègue                       |
| 1986 | a-ha                                              | The Sun Always Shines on T.V. | Oliver Stapleton                     |
| 1987 | Robbie Nevil                                      | C'est La Vie                  | Mark Plummer                         |
| 1988 | Sting                                             | We'll Be Together             | Bill Pope                            |
| 1989 | Madonna                                           | Express Yourself              | Mark Plummer                         |
| 1990 | Madonna                                           | Vogue                         | Pascal Lebègue                       |
| 1991 | Chris Isaak                                       | Wicked Game                   | Rolf Kesterman                       |
| 1992 | Guns N’ Roses                                     | November Rain                 | Mike Southon és Daniel Pearl         |
| 1993 | Madonna                                           | Rain                          | Harris Savides                       |
| 1994 | R.E.M.                                            | Everybody Hurts               | Harris Savides                       |
| 1995 | The Rolling Stones                                | Love Is Strong                | Gary Waller és Mike Trim             |
| 1996 | The Smashing Pumpkins                             | Tonight, Tonight              | Decklan Quinn                        |
| 1997 | Jamiroquai                                        | Virtual Insanity              | Steven Keith-Roach                   |
| 1998 | Fiona Apple                                       | Criminal                      | Harris Savides                       |
| 1999 | Marilyn Manson                                    | The Dope Show                 | Martin Coppen                        |
| 2000 | Macy Gray                                         | Do Something                  | Jeff Cronenweth                      |
| 2001 | Fatboy Slim                                       | Weapon of Choice              | Lance Acord                          |
| 2002 | Moby                                              | We Are All Made of Stars      | Brad Rushing                         |
| 2003 | Johnny Cash                                       | Hurt                          | Jean-Yves Escoffier                  |
| 2004 | Jay-Z                                             | 99 Problems                   | Joaquín Baca-Asay                    |
| 2005 | Green Day                                         | Boulevard of Broken Dreams    | Samuel Bayer                         |
| 2006 | James Blunt                                       | You're Beautiful              | Robbie Ryan                          |
| 2007 | A díjat nem adták át                              | A díjat nem adták át          | A díjat nem adták át                 |
| 2008 | The White Stripes                                 | Conquest                      | Wyatt Troll                          |
| 2009 | Green Day                                         | 21 Guns                       | Jonathan Sela                        |
| 2010 | Jay-Z és Alicia Keys                              | Empire State of Mind          | John Perez                           |
| 2011 | Adele                                             | Rolling in the Deep           | Tom Townend                          |
| 2012 | M.I.A.                                            | Bad Girls                     | André Chemetoff                      |
| 2013 | Macklemore és Ryan Lewis (közreműködik Ray Dalton | Can't Hold Us                 | Jason Koenig, Ryan Lewis és Mego Lin |
| 2014 | Beyoncé                                           | Pretty Hurts                  | Darren Lew és Jackson Hunt           |